# Mercer Ellington
Mercer Ellington (11. března 1919 Washington, D.C., USA – 8. února 1996 Kodaň, Dánsko) byl americký trumpetista, hudební skladatel a syn klavíristy Duke Ellingtona. Mimo aktivní hraní dělal cestovního manažera orchestru Cootie Williamse. V letech 1962–1965 pracoval jako diskžokej v New Yorku a od roku 1965 hrál v orchestru svého otce. Když jeho otec v roce 1974 zemřel, Ellington převzal vedení orchestru. Rovněž byl aranžérem; dělal aranžmá pro album Duke with a Difference trumpetisty Clarka Terryho z roku 1957.